# باشگاه فوتبال سن کارلوس
باشگاه فوتبال سن کارلوس یک تیم فوتبال کاستاریکایی مستقر در کوئسادا، پایتخت سن کارلوس، آلاخوئلا است. آنها در حال حاضر در دسته اول کاستاریکا بازی می‌کنند. ورزشگاه خانگی آنها ورزشگاه کارلوس اوگالده آلوارز است.

## افتخارات
- لیگ برتر کاستاریکا: ۱ قهرمانی
- دسته دوم کاستاریکا: ۶ قهرمانی